# ファイアーブランド
『ファイアーブランド』（英題：The Firebrand）は、1986年、マリオン・ジマー・ブラッドリーによるアメリカのフェミニズムファンタジー小説である。
トロイアの王女にして、悲劇の預言者カッサンドラーを主人公とした彼女の半生とトロイア戦争を描く、ギリシャ神話から題材をとった物語。
日本では1991年4月30日から同年8月31日までに早川書房（ハヤカワ文庫）より全3冊が発売された。

## 書誌一覧
- 『ファイアーブランド1 太陽神の乙女』 （1991年4月30日発売） ISBN 4-15-020149-8
- 『ファイアーブランド2 アプロディーテーの贈物』 （1991年7月31日発売） ISBN 4-15-020152-8
- 『ファイアーブランド3 ポセイドーンの審判』 （1991年8月31日発売） ISBN 4-15-020153-6
  - 著者 - マリオン・ジマー・ブラッドリー
  - 翻訳 - 岩原明子